# 로버트 멀리건
로버트 멀리건(Robert Mulligan, 1925년 8월 23일 ~ 2008년 12월 20일)은 미국의 방송인, 영화인이다.

## 걸어온 길
1925년 8월 23일 미국 뉴욕 브롱크스(Bronx)에서 태어났다. 제2차 세계대전 동안 해병대에서 복무하기 전까지 포르드함대학(Fordham University)에 다녔으며 제2차 세계대전이 끝난 뒤에는 뉴욕 타임스에서 편집부원으로 일하다가 방송경력을 쌓기 위해 곧 그만두었다. CBS(Columbia Broadcasting System)에 들어간 로버트는 심부름꾼(messanger boy)으로 일하며, 방송기술을 어깨너머로 배워가며 방송경력을 쌓아 가다가 1948년에는 어떤 드라마의 감독을 맡기도 했다.
1957년에는 Fear Strikes out을 통해 영화 감독으로 데뷔했으며 1959년에는 달과 6펜스(The Moon and Sixpence)로 에미상을 받았다. 1962년에는 잔 데 하르톡(Jan de Hartog)의 책을 바탕으로 한 The Spiral Road의 감독을 맡았으며 알라바마 이야기(To Kill a Mockingbird)로 아카데미상과 미국감독협회의 추천을 받았고 1972년에는 42년의 여름(Summer of '42)으로 골든 글로브 상 최고의 감독 부문과 또 다른 감독협회상 후보가 되기도 했다.

## 감독을 맡은 작품
- 9월이 오면(Come September) (1961)
- 알라바마 이야기(To Kill a Mockingbird) (1962)
- 러브 위드 더 프로퍼 스트레인저(Love with the Proper Stranger) (1963)
- 베이비(Baby the Rain Must Fall) (1965)
- 인사이드 데이시 클로버(Inside Daisy Clover) (1965)
- 추적의 밤(The Stalking Moon) (1969)
- 행복의 추구(The Pursuit of Happiness) (1971)
- 42년의 여름(Summer of '42) (1971)
- 좋은 형제들(Bloodbrothers) (1978)
- 영혼의 키스(Kiss Me Goodbye) (1982)
- 클라라의 비밀(Clara's Heart) (1988)
- 대니의 질투(The Man in the Moon) (1991)